# خشخاش إفريقي
الخشخاش الإفريقي نوع من النباتات المزهرة في فصيلوالخشاشية. موطنها المغرب وإسبانيا.